# Municipios de Bélgica
Bélgica se compone de 581 municipios (en neerlandés gemeenten, en francés communes, en alemán Gemeinde) agrupados en cinco provincias en cada una de las dos regiones y en una tercera región, la Región de Bruselas-Capital, que comprende 19 municipios que no pertenecen a ninguna provincia. En la mayoría de los casos los municipios son las subdivisiones administrativas más pequeñas de Bélgica, aunque en municipios de más de 100.000 habitantes, por iniciativa del consejo local, se pueden crear entidades administrativas submunicipales con consejos electos. En realidad, solamente Amberes, con cerca de 520.000 habitantes, se ha subdividido en nueve distritos (en neerlandés districten). A veces, en castellano también se les denomina distritos a los arrondissements belgas, un nivel administrativo entre la provincia (o la región capital) y el municipio.

## Anexos
- Anexo:Municipios de la Región de Bruselas-Capital
- Anexo:Municipios de la Región Flamenca
- Anexo:Municipios de la Región Valona